# Arrondissement Chartres
Chartres is een arrondissement van het Franse departement Eure-et-Loir in de regio Centre-Val de Loire. De onderprefectuur is Chartres.

## Kantons
Het arrondissement was tot 2014 samengesteld uit de volgende kantons:
- kanton Auneau
- kanton Chartres-Nord-Est
- kanton Chartres-Sud-Est
- kanton Chartres-Sud-Ouest
- kanton Courville-sur-Eure
- kanton Illiers-Combray
- kanton Janville
- kanton Lucé
- kanton Maintenon
- kanton Mainvilliers
- kanton Voves

Na de herindeling van de kantons bij decreet van 24 februari 2014, met uitwerking op 22 maart 2015 omvat het arrondissement de kantons :
- kanton Auneau
- kanton Chartres-1
- kanton Chartres-2
- kanton Chartres-3
- kanton Épernon  (deel 13/23)
- kanton Illiers-Combray  (deel 36/40)
- kanton Lucé
- kanton Les Villages Vovéens  (deel 31/57)